# Trêve luso-néerlandaise du 12 juin 1641
La Trêve luso-néerlandaise du 12 juin 1641 fut une des principales conséquences de la guerre de Restauration qui met fin à l'Union ibérique en décembre 1640.

## Contexte
La Trêve luso-néerlandaise du 12 juin 1641 trouve certaines de ses racines importantes au Brésil, colonie portugaise principalement envahie par les Hollandais à partir de 1630.  
De 1600 à 1620, l'Extrême-Orient et les épices avaient « échappé à peu près au Portugal », mais sans trop de ressentiment, car le développement du Brésil sucrier avait fait plus que compenser les pertes subies en Extrême-Orient, permettant qu'un « second Empire » brésilien se mette en place. Mais en 1624 puis en 1630, ce « second Empire » brésilien fut soudain remis en cause par les Hollandais, en rébellion contre l'Espagne, provoquant au Portugal un fort ressentiment contre l'union ibérique des deux couronnes, qui « n'a jamais été populaire » au Portugal à l'exclusion de l'aristocratie, et qui est jugée  responsable des troubles causés par les Hollandais.
La scission d'avec l'Espagne risquait de fragiliser le Brésil portugais sur le plan militaire, mais ce risque n'a pas empêché l'événement de se produire. L'insurrection qui éclate à Lisbonne en décembre 1640 a rapidement obtenu le ralliement puis le soutien de Salvador de Sá, gouverneur de Rio de Janeiro, malgré l'importance des intérêts esclavagistes qu'il met ainsi en risque.

## Événement qui déclenche la trêve
En décembre 1640, un complot des fidalgos, les 40 Conjurés, s’empare du palais royal à Lisbonne. Les aristocrates emprisonnent la vice-reine Marguerite de Mantoue et ses ministres et secrétaires d'État. Le principal de ses conseillers est jeté par la fenêtre et les troupes castillanes et portugaises n'offrent pas de résistance à cette insurrection. Le Portugal exprime ainsi son refus et sa révolte contre les projets d'anéantissement de son indépendance politique administrative et économique d'Olivarès, Premier ministre des Habsbourg.  
L'aide militaire promise en France par Richelieu se transforme en assistance strictement diplomatique car les Portugais tiennent en respect les Espagnols, malgré leur population de seulement un million d'habitants en 1640. Le Portugal, animé par un intense désir de « reconnaissance diplomatique », cherche dans les années qui suivent à conserver le précieux « appui de la France contre le voisin espagnol ». La France est même souvent présentée à Lisbonne « comme une alliée ou « amie » par nécessité »  et le cardinal de Richelieu accepte en 1642 la demande de légalisation de l'esclavage, présentée en Guadeloupe depuis 1638, une pratique qui s'est institutionnalisée au Portugal et dans ses colonies.

## Éléments de la négociation

### Promesses non tenues de l'Inquisition
Certaines clauses comportent « des avancées considérables en faveur des Juifs » hollandais, exemptés de confiscation par l’Inquisition en cas d’arrestation de leurs correspondants nouveaux-chrétiens en territoire portugais, où eux-mêmes peuvent circuler librement. Dans les années qui suivent la population juive du Brésil hollandais culmine à 1 500 personnes soit près d'un cinquième de la population hollandaise totale du Brésil, mais cette trêve, en principe prévue pour dix ans, est de courte durée. Dès octobre 1644, Isaac de Castro Tarta est arrêté par l'Inquisition à Bahia, après avoir été reconnu comme Juif par des catholiques ayant visité la synagogue de Recife ce qui entraine son extradition au Portugal puis son jugement et son exécution en 1647, martyre qui « eut un retentissement extraordinaire » chez les Juifs hollandais. Du côté des Portugais du Brésil, lors de l'insurrection générale lancée à partir de 1644, les nouveaux-chrétiens « restent généralement fidèles et loyaux à l’égard du Portugal » et financent même les expéditions de secours envoyées par la métropole en faveur du soulèvement contre l’occupation hollandaise. Une "Compagnie Générale de Commerce du Brésil" est ainsi créée par le père Antonio Vieira, qui réunit les hommes d’affaires nouveaux-chrétiens de Lisbonne et de Porto. Sa contribution au succès des dernières guerres de reconquête des Portugais au Brésil fut très importante.

### Reconnaissance des possessions hollandaises
Alors qu'en 1621, la fin de la trêve de douze ans avait affecté sérieusement « le système commercial sépharade d’Amsterdam », notamment les raffineries de sucre de la ville hollandaise, en raison d'un embargo mis immédiatement en place contre les navires hollandais dans les ports ibériques, vingt ans plus tard, la levée de l’embargo sur les navires hollandais dans les ports lusitaniens, dès janvier 1641, se traduit par « une relance rapide du commerce maritime direct avec le Portugal », y compris le Brésil colonial, les deux pays s'étant mis d'accord sur « la reconnaissance des possessions hollandaises au Brésil ». Au cours des trois années 1643-1645, « plus de la moitié des navires étrangers qui entrent dans le port de Lisbonne sont hollandais ».

## Accueil de la trève aux Pays-Bas
La trève n'est généralement pas bien accueillie aux Pays-Bas, où la WIC aurait préféré continuer l'état de guerre. Les Néerlandais se montrent divisés. 
Nassau-Siegen est pour beaucoup d'entre eux trop proche des élites portugaises de Récife. Nombre de Hollandais estimaient plutôt « le Portugal affaibli après la Restauration de 1640 », au moins sur le plan militaire, car il venait de perdre son puissant allié espagnol.
La fin de l'Union ibérique qui se produit alors était l'un des objectifs de la création de la WIC en 1621, selon l'historien Pierre Chaunu. 

## Rôle des grands négriers portugais
La trêve de 10 ans qui est finalement signée à la Haee le 12 juin entre le Portugal et la Hollande s'inspire de la précédente Trêve de Douze Ans signée en 1609. Elle est en grande partie obtenue grâce à l'intercession discrète de grands négriers portugais, qui pèsent sur les négociations menées par l'ambassadeur Tristan de Mendoza de Furtado . 
Durant toute cette période, Francisco de Sousa Coutinho, nouveau chef de la diplomatie portugaise et fils de Gonçalo Vaz Coutinho, qui détenait l'asiento pour approvisionner l'empire espagnol en esclaves jusqu’en 1609, s'active à Amsterdam et dans les cours européennes en faveur de souveraineté de Lisbonne sur l’Angola et le Brésil.

## L'autre négociation, avec l'Angleterre
Le Portugal obtient peu après un autre succès diplomatique, le Traité commercial luso-anglais de janvier 1642. Ce dernier sera cependant contesté par le Parlement anglais entré en rébellion contre le Roi d'Angleterre Charles 1er. 

## Conséquences militaires
Les deux succès diplomatiques du nouveau roi portugais ont pour effet immédiat d'atténuer la guerre avec l'Espagne qui suit, qui, dans un premier temps, se limite à une série d'escarmouches frontalières entre 1640 et 1659, ne devenant un conflit plus sérieux qu'après le traité des Pyrénées de 1659, quand Mazarin livre le Portugal à Madrid en échange du Roussillon catalan.